# ريتشارد مولر نيلسون

ريتشارد مولر نيلسون (بالدنماركية: Richard Møller Nielsen)‏ (بالدنماركية: Richard Møller Nielsen)، من مواليد 19 أغسطس 1937 في أوبيرود في الدنمارك، لاعب كرة قدم دنماركي سابق، ومدرب كرة قدم دنماركي سابق.
درب منتخب الدنمارك لكرة القدم منذ عام 1990 وحتى عام 1996، ودرب منتخب فنلندا لكرة القدم منذ عام 1996 وحتى عام 1999، ودرب منتخب إسرائيل لكرة القدم منذ عام 2000 وحتى عام 2001.
توفي في 13 فبراير 2014.

## روابط خارجية
- ريتشارد مولر نيلسون على موقع IMDb (الإنجليزية)
- ريتشارد مولر نيلسون على موقع قاعدة بيانات كرة القدم.إي يو (الإنجليزية)
- ريتشارد مولر نيلسون على موقع بيانات كرة القدم. دي إي (الألمانية)
- ريتشارد مولر نيلسون على موقع ناشيونال فوتبول تيمز (الإنجليزية)
- ريتشارد مولر نيلسون على موقع عالم كرة القدم.نت (الإنجليزية)